# Andrea Benelli
Pour les articles homonymes, voir Benelli.
Andrea Benelli, né le 28 juin 1960 à Florence, est un tireur sportif italien.

## Biographie
Andrea Benelli participe aux Jeux olympiques d'été de 1996 à Atlanta où il remporte la médaille de bronze dans l'épreuve du skeet. Lors des Jeux olympiques d'été de 2004, il remporte la médaille d'or dans la même épreuve.

## Hommage
Le 7 mai 2015, en présence du président du Comité national olympique italien (CONI), Giovanni Malagò, a été inauguré  le Walk of Fame du sport italien dans le parc olympique du Foro Italico de Rome, le long de Viale delle Olimpiadi. 100 tuiles rapportent chronologiquement les noms des athlètes les plus représentatifs de l'histoire du sport italien. Sur chaque tuile figure le nom du sportif, le sport dans lequel il s'est distingué et le symbole du CONI. L'une de ces tuiles lui est dédiée .